# 元山寺
22°49′12″N 115°49′48″E / 22.8199°N 115.83°E
元山寺位于中国广东省陆丰市碣石镇玄武山，祀奉玄天上帝，2001年被列为第五批全国重点文物保护单位。
元山寺始建于南宋建炎元年（1127年），原称“玄山寺”，明万历五年（1577年）扩建后形成现有格局，清康熙年间避玄烨讳改称元山寺，清代及近现代多次修葺。整个建筑群坐北朝南，有山门、中殿、正殿、左右配殿等建筑。寺内有林则徐、刘永福等人的题匾。
- 俯瞰全景
- 山门